# Eurhynchiella tenuinervis
Eurhynchiella tenuinervis là một loài rêu trong họ Brachytheciaceae. Loài này được Herzog mô tả khoa học đầu tiên năm 1952.